# Colle del Sommeiller
Il Colle del Sommeiller (3.009 m s.l.m.) è un valico alpino delle Alpi Cozie (Alpi del Moncenisio), posto lungo la linea di confine tra Italia e Francia, tra la Punta Sommeiller e la Rognosa d'Etiache, congiungendo la città di Bardonecchia (provincia di Torino) con il comune di Bramans, nel dipartimento francese della Savoia.

## Origine del toponimo

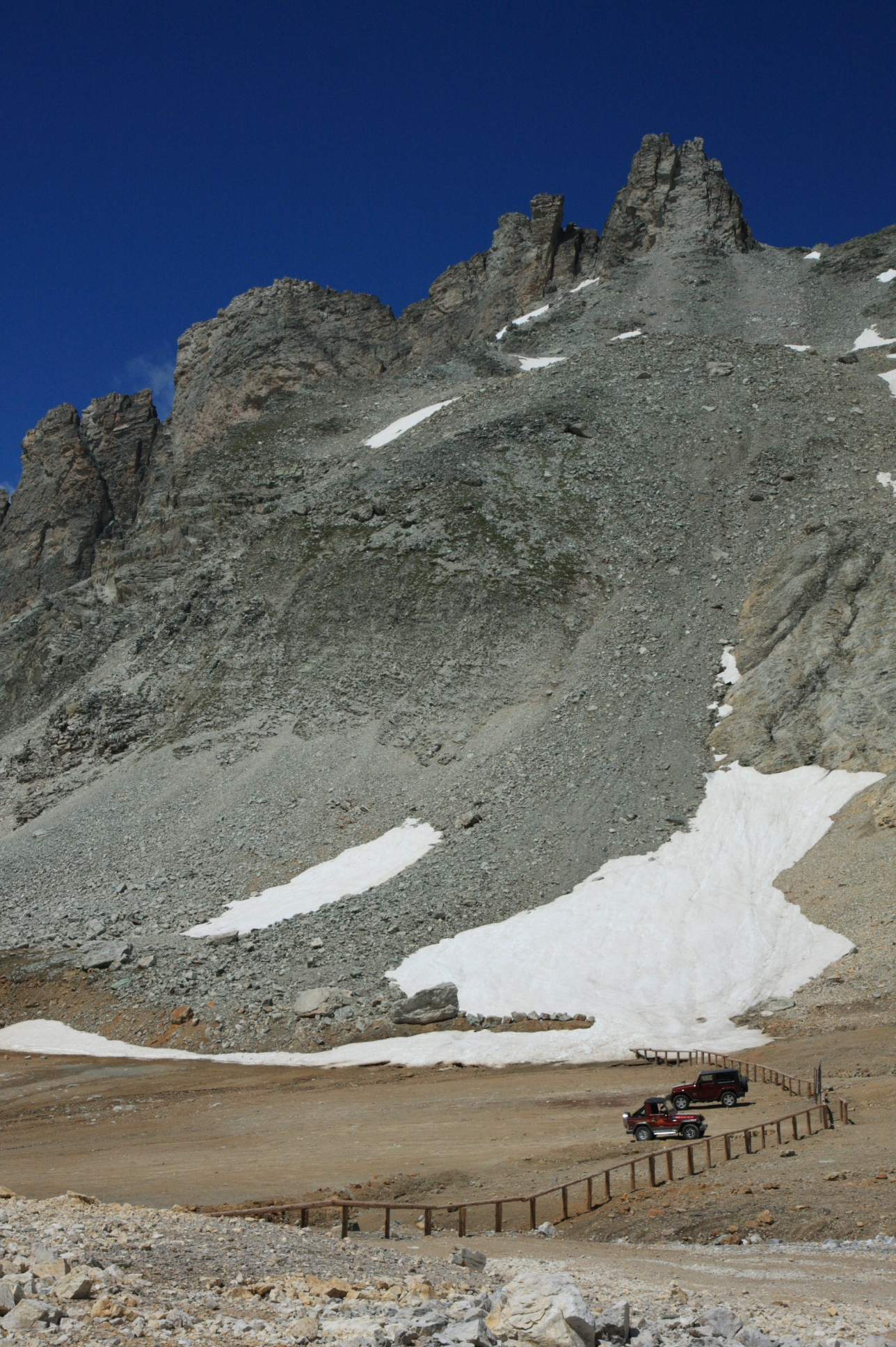
Vista del Colle

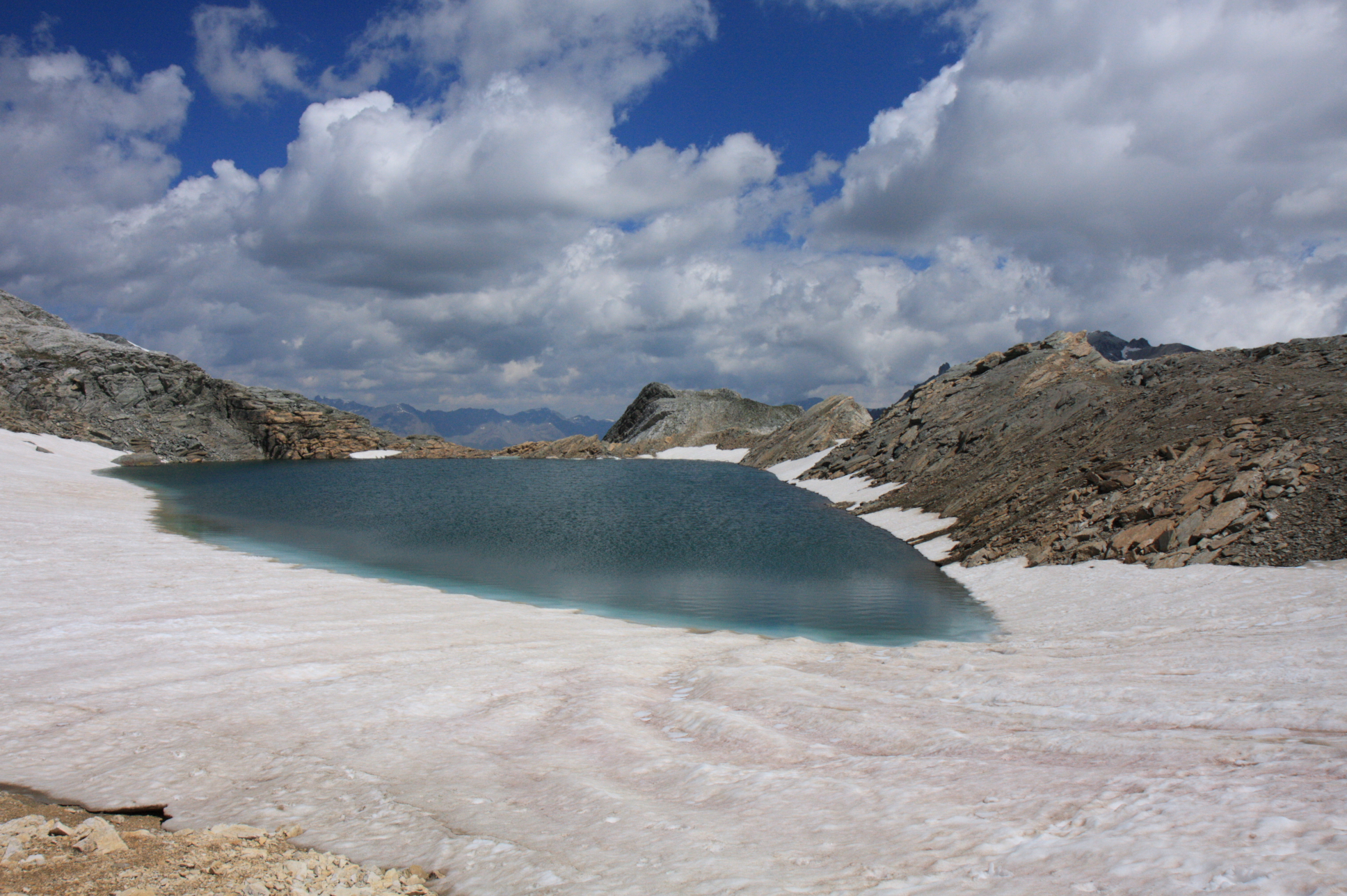
Immagine del colle

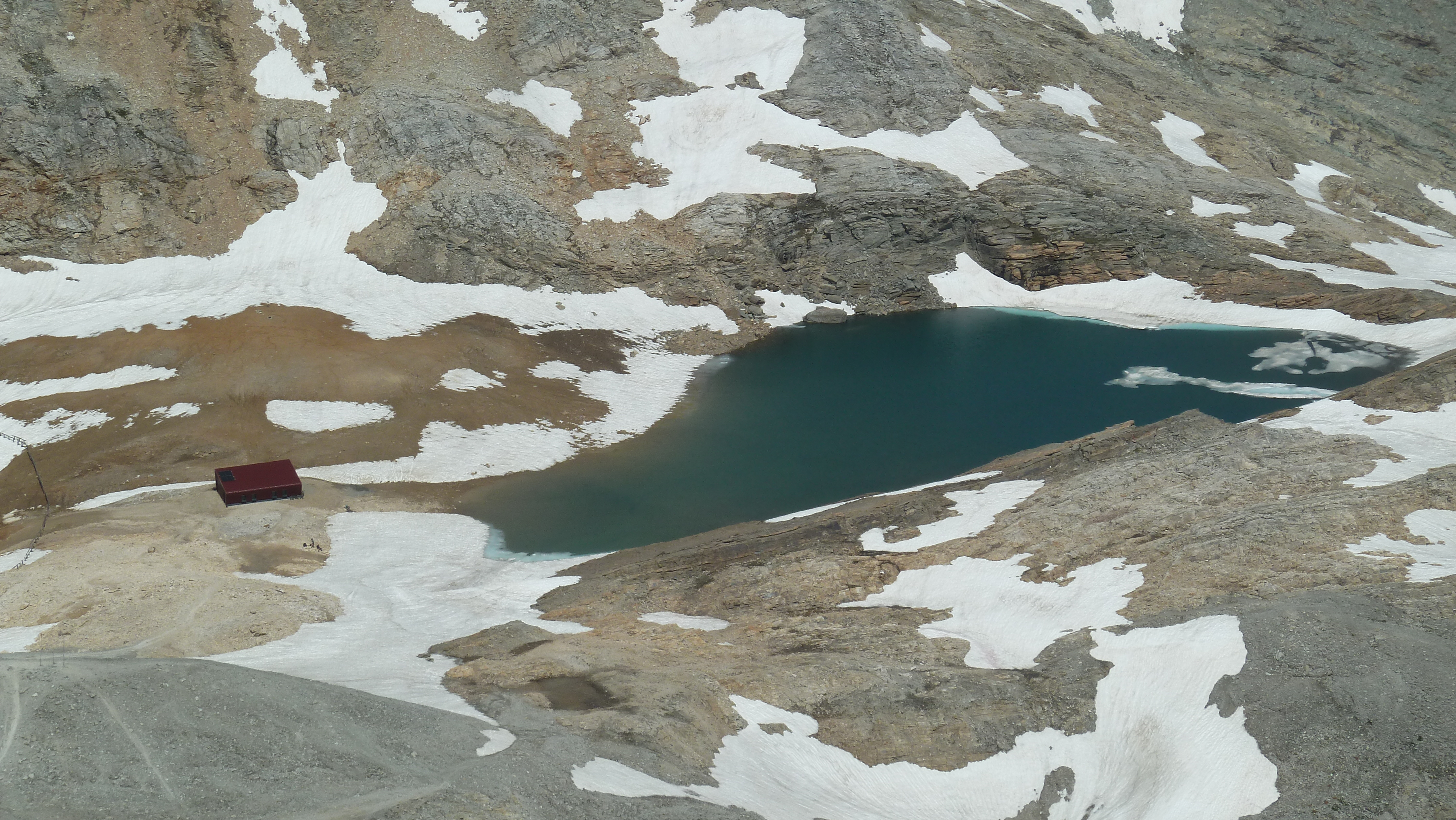
Il colle visto dalla punta Sommeiller. Si nota il bivacco postovi nel 2022.

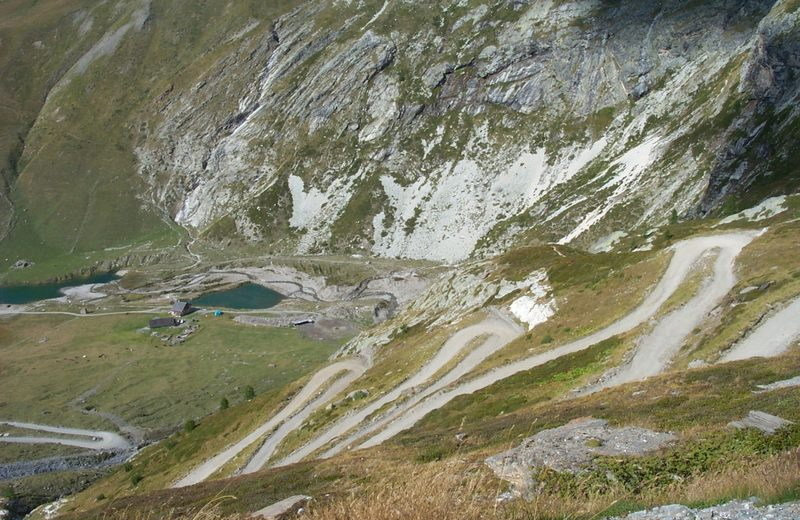
La strada dal Rifugio Scarfiotti in su

Allo stesso modo della Punta Sommeiller, prende il nome da Germain Sommeiller, ingegnere che diresse i lavori di costruzione del traforo ferroviario del Frejus.

## Caratteristiche
La strada di accesso al colle è stata inaugurata nel 1962. Negli anni successivi all'apertura sono stati aperti degli impianti di risalita per lo sci estivo sul ghiacciaio del Sommeiller: tali impianti sono stati chiusi nel 1985 a causa dell'arretramento del ghiacciaio stesso e alla difficile percorribilità della strada.
Sul colle era presente il Rifugio Ambin, demolito nel 2004. Nel 2022 è stato posto sul colle un nuovo bivacco.

## Accesso
L'accesso dal versante italiano inizia dalla località di Bardonecchia con strada asfaltata fino a Rochemolles e sterrata fino al colle. Questa strada raggiunge la maggior altitudine dell'intera catena delle Alpi: secondo alcuni 3.009 metri s.l.m. In realtà quella era l'altitudine raggiungibile fino a qualche anno fa; attualmente è stato posto uno sbarramento al termine del parcheggio (ed in corrispondenza del confine), per cui la massima altitudine raggiungibile in auto è di 2.991 metri s.l.m. Si segnala anche che il fatto che lo sbarramento sia in corrispondenza del confine è oggetto di discussione: le carte italiane riportano infatti il confine alcune decine di metri più in avanti, in corrispondenza del valico (che è a metri 2.993).
La maggior parte del tracciato a fondo sterrato, dal rifugio Scarfiotti (2.165 m) al colle, è di non facile transitabilità ed è percorribile per intero solo tra maggio e novembre. Non esiste più il divieto di transito nei weekend come si legge dal cartello in loco. L’ordinanza comunale del 2022 impone un pedaggio di 8 euro per il transito da Rochemolles al Colle, limitatamente al periodo 01 luglio-30 settembre; in tale periodo, nei soli giovedì, la strada è chiusa a tutto il transito veicolare. Il pedaggio viene riscosso in loco, da un gabbiotto poco prima dell’inizio della strada sterrata, subito dopo il paesino di Rochemolles.
Dal versante francese non esistono strade carrozzabili che raggiungano il colle. È possibile raggiungere il colle per sentiero e partendo dal rifugio d'Ambin (2.270 m).

## Sport
Durante il breve periodo di praticabilità per intero della strada sul versante italiano, viene organizzato, tutti gli anni la seconda domenica di luglio, l'incontro internazionale motociclistico Raid Stella Alpina, con partenza da Bardonecchia ed arrivo al colle. Non è mai stato affrontato né al Giro d'Italia, né al Tour de France.